# Crise économique

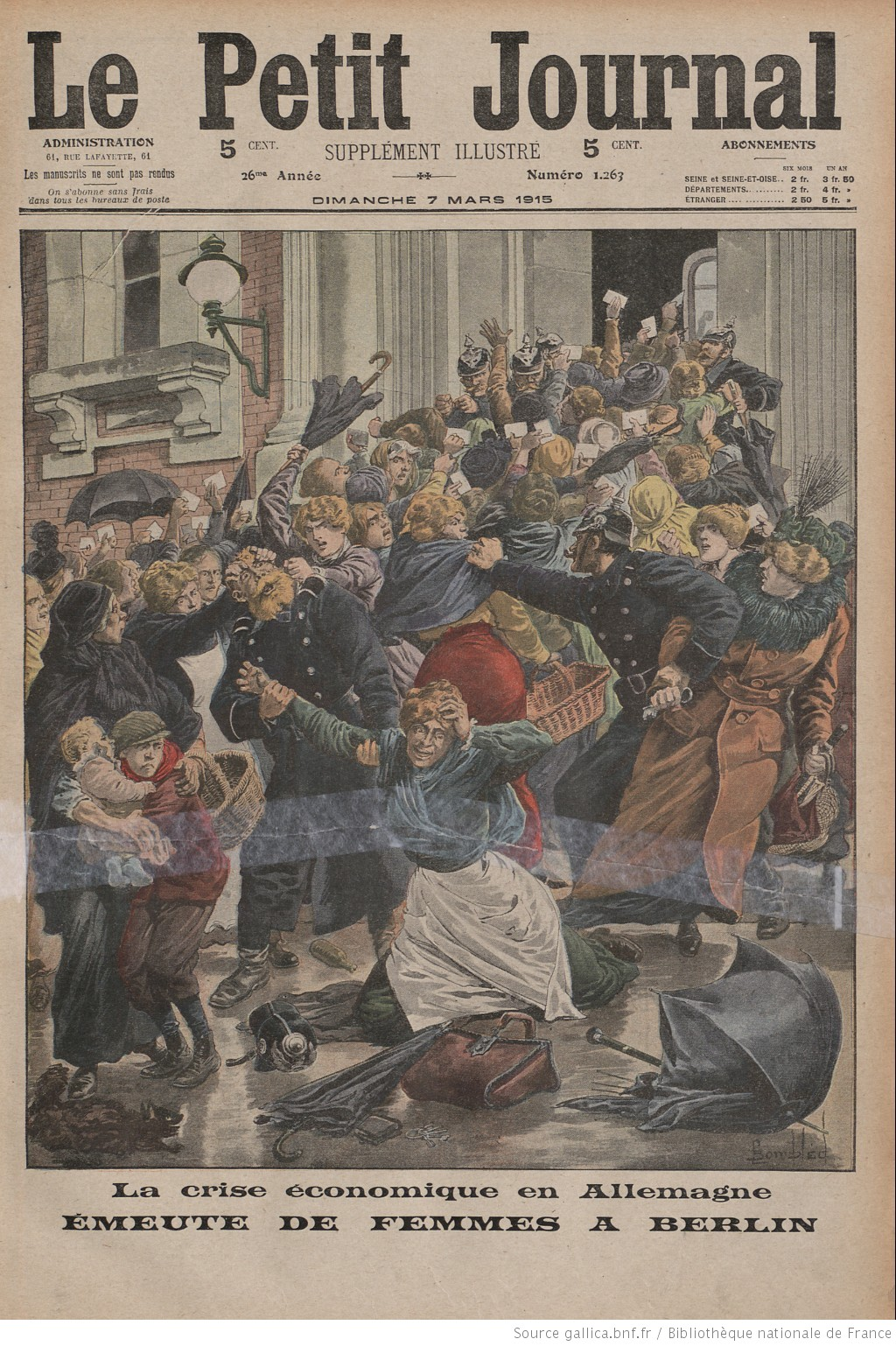
Crise économique à Berlin, Petit Journal du 7 mars 1915.

Une crise économique est une dégradation brutale de la situation économique et des perspectives économiques d'un pays ou d'un ensemble de pays. Elle affecte tout ou une partie du système économique du pays. Son étendue sectorielle, temporelle et géographique peut aller de l'unité à la totalité, d'une brève période et de manière localisée à l'ensemble de l'économie mondiale pendant plusieurs années.
Une crise économique peut provoquer un ralentissement économique durable, voire une récession économique. Elle a souvent pour effet des répercussions sur le niveau des salaires et la valeur du capital (valeurs boursières), provoque des faillites et du chômage, accroît les tensions sociales et politiques, et peut même avoir des répercussions sanitaires. Au sein de l'histoire économique capitaliste, les crises peuvent se voir comme un élément régulier, qui s'inscrit dans un ensemble de cycles économiques.

## Concept
Une crise économique est le moment de retournement d'un cycle économique, où le système économique entame une phase de décroissance et de pertes. Le terme a aussi été utilisé dans la théorie marxiste pour désigner la phase où le système de production chute du fait de ses contradictions internes, permettant l'émergence d'un nouveau système.
Une crise économique est souvent associée à une récession. Elle peut aussi provoquer une dépression, c'est-à-dire une chute grave des valeurs du système économique. Autrement dit, la baisse des prix des produits fabriqués oblige les entreprises à baisser les salaires et à procéder à des « licenciements » massifs. La baisse de la demande, qui résulte de cette situation, pousse les entreprises à baisser, encore, les prix, à baisser les bénéfices, à subir des pertes ou à faire « faillite ». C'est ainsi que la crise de 1929 est souvent appelée « Grande Dépression ». La crise économique de 2008-2010, elle, est surnommée « Great recession ».
Dans cette optique, la crise économique est parfois vue comme un phénomène qui ne se termine qu'avec l'adoption d'une nouvelle structure économique. Dans cet ordre d'idées, John Maynard Keynes (1883-1946) considère que l'interventions des puissances publiques via des politiques budgétaires expansionnistes est "le seul moyen" permettant la continuité de l'économie du marché.
À un niveau local, la fermeture de l'unique société industrielle d'une commune (comme à La Souterraine) peut également être vécue comme une catastrophe économique, par les principaux responsables politiques en raison du cumul des impacts additionnels provoqués sur les autres activités économiques de la commune (école, poste, hôpitaux, centre culturel).

## Histoire

### Les crises majeures
Les trois plus grandes crises économiques dans l'Histoire du capitalisme sont la Grande Déflation (1873-1896), la Grande Dépression (1929-1939), et la Grande Récession (2007-2009).

## Causes

### Inflation
Une crise économique peut tenir sa source dans un épisode d'hyperinflation. Une telle crise est caractérisée par une augmentation rapide et auto-entretenue du niveau des prix, plusieurs mois ou années d'affilée. Dans un tel cas, l'inflation acte la perte de confiance des agents économiques dans la monnaie. Une crise d'hyperinflation sape la confiance dans l'économie ainsi que dans les institutions, qui ont du mal à casser la spirale déflationniste. Le Zimbabwe a connu une telle crise entre 1998 et 2009.

### Balance des paiements
Une crise de la balance des paiements se traduit par un déficit persistant de la balance des paiements tel que la monnaie se déprécie rapidement et ruine ceux qui détenaient leur richesse libellée dans ladite monnaie. Une telle situation a été connue par le Mexique entre 1994 et 1995.

### Surproduction
Partant de l’observation des dépressions économiques qui avaient périodiquement affecté l’économie européenne depuis 1825, Karl Marx déploie dans son œuvre une théorisation de la cause des crises passagères comme historiquement inévitables du fait des contradictions mêmes du système capitaliste. Selon Marx, ces crises seraient des crises de surproduction, c'est-à-dire que du capital immobilisé dans des biens, n'arrivant pas à se vendre, devient détruit.
Plus largement, l'économie marxiste voit dans le système capitaliste des contradictions inhérentes, comme l'existence de classes sociales aux intérêts contradictoires, qui vont pousser la classe capitaliste à développer le capital organique (les équipements automatiques) menant à la baisse tendancielle du taux de profit. Des théories marxistes récentes maintiennent cette analyse tout en adoptant une approche des crises dites « multicausale », la baisse tendancielle du taux de profit y reste prépondérante, mais tenant compte également du caractère cyclique des crises. Néanmoins, cette approche fait débat chez les marxistes actuels, d'autres auteurs pensant au contraire que le taux de profit est croissant.

### Système bancaire
Les crises bancaires sont des crises qui ont trait à l'évolution du bilan des banques. Si les banques sont fragilisées, par une perte de confiance entre banques ou par le fait qu'elles détiennent des actifs toxiques, alors les banques ne peuvent plus nécessairement répondre aux demandes de retrait des dépôts de la part des clients. On parle alors d'une panique bancaire. Chypre a connu une telle situation entre 2012 et 2013.

### Dette extérieure
La dette extérieure est la dette publique qu'un pays doit à des agents économiques étrangers. La Grèce a connu une telle situation en 2012.
Cette dette est d'autant plus dangereuse pour un État qu'elle n'est pas libellée dans une monnaie dont elle détient des stocks importants. Si un pays s'est endetté auprès de créanciers internationaux en dollars américains, le pays ne pourra rembourser sa dette que s'il détient des dollars américains ; or, il ne peut acquérir cette devise qu'en vendant des biens et services aux États-Unis ou à un pays qui accepte de le payer dans ladite devise.

### Dette intérieure
Une crise de la dette intérieure est une crise de la dette publique déclenchée par l'incapacité de la puissance publique à rembourser sa dette à des prêteurs internes au pays. Cette situation a été rencontrée par l'Argentine en 1989.

### Défaut d'ajustement
Pour l’école autrichienne d'économie, les crises sont essentiellement dues à l’accumulation de défauts d'ajustement de l'appareil de production à la demande réelle. En tentant d'empêcher ou de retarder ces ajustements par la réglementation ou la création monétaire, l'État ne fait qu'accentuer des problèmes sans jamais les résoudre. Ces problèmes doivent tôt ou tard se résoudre par une crise, qui aurait pu être évitée, ou être moins grave, en laissant les ajustements se produire progressivement et spontanément. Le mot crise fait directement référence au concept de cycle. La théorie du cycle la plus connue de cette école est sûrement celle de Hayek (cycle de Hayek), qui est liée au taux d'intérêt.

### Finance
Pour la théorie de la régulation, la différence entre grande crise (crise structurelle) et petite crise (conjoncturelle) est essentielle. La crise actuelle (depuis 2008) marque la fin d’une époque, celle d’un régime d’accumulation tiré par la finance.

### Disruption informatique
Dans une étude de 2020, le Conseil européen du risque systémique montre qu'il est possible qu'une crise économique advienne du fait d'attaques informatiques.

## Modalités

### Fréquence
Carmen Reinhart et Kenneth Rogoff montrent en 2010 que la fréquence des crises a augmenté depuis les années 1970.

#### Cycles Juglar
L'économiste français Clément Juglar met en évidence l'existence de cycles économiques courts où les crises sont distancées les unes les autres d'à peu près 9 ans.

#### Cycles Kondratiev
L'économiste marxiste Nikolaï Kondratiev identifie des cycles économiques longs, sur des périodicités d'environ 70 ans, au bout desquelles le capitalisme entre dans une dépression.
A l'inverse du cycle Juglar, l'existence d'un cycle Kondratiev est contestée par une grande part des économistes.

### Origines
Le nombre de crises jumelles, impliquant la fois une crise bancaire et une crise de change, a nettement augmenté depuis les années 1970.

### Ampleur
Les pertes de PIB causées par les crises économiques diffère selon l'époque. Durant l'entre-deux-guerres, les pertes étaient en moyenne de 13,4% du PIB. Les pertes se réduisent durant les Trente Glorieuses en chutant à 5,2%. Depuis lors, la récession moyenne causée par les crises est de 8,3%.

### Durée
La durée des crises a changé avec le temps. Une étude de 2004 montre que la durée moyenne d'une crise économique est de 2,4 ans entre 1920 et 1930 ; cette durée a chuté à 1,8 an durant les Trente Glorieuses. La fin de cette époque voit la durée des crises remonter à son niveau précédent en atteignant 2,5 ans entre les années 1970 et 1990.

## Effets

### Conséquences mondiales
Les crises immobilières ont des conséquences assez importantes, car plusieurs canaux facilitent les répercussions sur l'activité économique totale : effet de richesse des ménages, secteur de la construction intensif en main-d'œuvre. Du fait de la financiarisation des pays développés, une crise du secteur financier peut avoir des répercussions fortes sur le reste de l'économie, via les canaux du crédit. Une crise économique peut par conséquent se transformer en une crise économique mondiale.

### Conséquences sociales
Les crises économiques sont suivies de conséquences en chaîne dans le domaine économique, mais aussi social. L'augmentation du chômage est source de mal-être et de troubles sociaux pour les populations touchées.

## Outils de réponse
La science économique a réfléchi, depuis plusieurs siècles, aux crises économiques afin de proposer des préconisations des politiques publiques. L'école classique et l'école néoclassique ont privilégié une autorégulation des marchés, c'est-à-dire l'idée selon laquelle les marchés disposent de mécanismes autocorrectifs dont il suffit d'attendre le libre jeu. A contrario, le keynésianisme et les écoles postérieures qui en sont issues, comme la synthèse néoclassique et la nouvelle économie keynésienne, se montrent favorables à une intervention étatique en temps de crise.
La théorie mainstream économique actuelle reconnaît que les crises économiques peuvent être traitées par l'État en tant que régulateur des fluctuations économiques. Dans ce cas, la puissance publique met en œuvre une politique conjoncturelle. Elle peut être d'ordre budgétaire, auquel cas on parle de politique budgétaire, ou monétaire, auquel cas on parle de politique monétaire. La mise en œuvre conjointe de ces types de réponse publique est le policy-mix.

## Historique

### Vue d'ensemble
Selon une étude de la Direction générale du Trésor publiée en 2022, la majorité des crises économiques identifiées sont des crises bancaires.

### Avant leXXesiècle
|                           | Économie agricole peu ouverte : crise de subsistance                          | Économie développée |
| ------------------------- | ----------------------------------------------------------------------------- | --- |
| Origines                  | Incident météorologico-climatiques entraînant des récoltes insuffisantes      | Surinvestissement, crise financière                                                                                     |
| Circonstances aggravantes | - Marché peu développé - Transports insuffisants - Importations limitées      | Dette extérieure élevée                                                                                                 |
| Évolution des prix        | Augmentation des prix des produits agricoles                                  | Variable |
| Périodicité               | Très irrégulière                                                              | Irrégulière, théorie controversée de cycles économiques avec : - cycle court : 8 à 11 ans ; - cycle long : 30 – 40 ans. |
| Extension géographique    | Locale, régionale, parfois nationale voire continentale                       | Continentale, voire mondiale au sein des pays industrialisés                                                            |
| Conséquences directes     | - Disettes, voire famines et crise de surmortalité - Chômage en ville, misère | Hausse du chômage, baisse du PIB, baisse des revenus et de la consommation, hausse du nombre de faillites               |
| Conséquences indirectes   | Émeutes rurales et urbaines                                                   | Crispation des relations internationales                                                                                |

### Après 1901
- Panique bancaire américaine de 1907.
- 1929-1937 : Grande Dépression (dont Grande Dépression en France et au Royaume-Uni).
- 1973 et 1979 : crise provoquée par les chocs pétroliers.
- 1993 : crise liée en partie à la crise du Système monétaire européen (SME).
- 1994 : crise économique mexicaine (provoquée par une dévaluation du peso mexicain).
- 1997 : crise économique asiatique (Asie du Sud-Est).
- 1998 : crise financière russe de 1998.
- 1998-2002 : crise économique argentine.
- Vers les années 2000-2001, la bulle Internet s'est dégonflée et a provoqué un ralentissement économique.
- 2002 : crise turque (dévaluation de la livre turque).
- À partir de fin 2007 : Crise économique dite de la Grande Récession (2008 et après) liée à la crise financière de 2007-2010. Elle touche, depuis février 2007 l’immobilier américain et, par ricochet, le financement immobilier et le système financier international.
- 2008 : crise économique espagnole.
- À partir de fin 2009 : crise de la dette publique grecque qui entraîne la baisse de l'Euro, une inquiétante propagation au Portugal, à l'Espagne et même à l'Italie et une remise en cause d'une politique « commune » en Europe.
- 2010 : crise économique portugaise.
- 2012 : crise économique vénézuélienne.
- 2019 : crise des repo.
- 2020 : crise économique de la Covid-19.